# Astrid Eichhorn

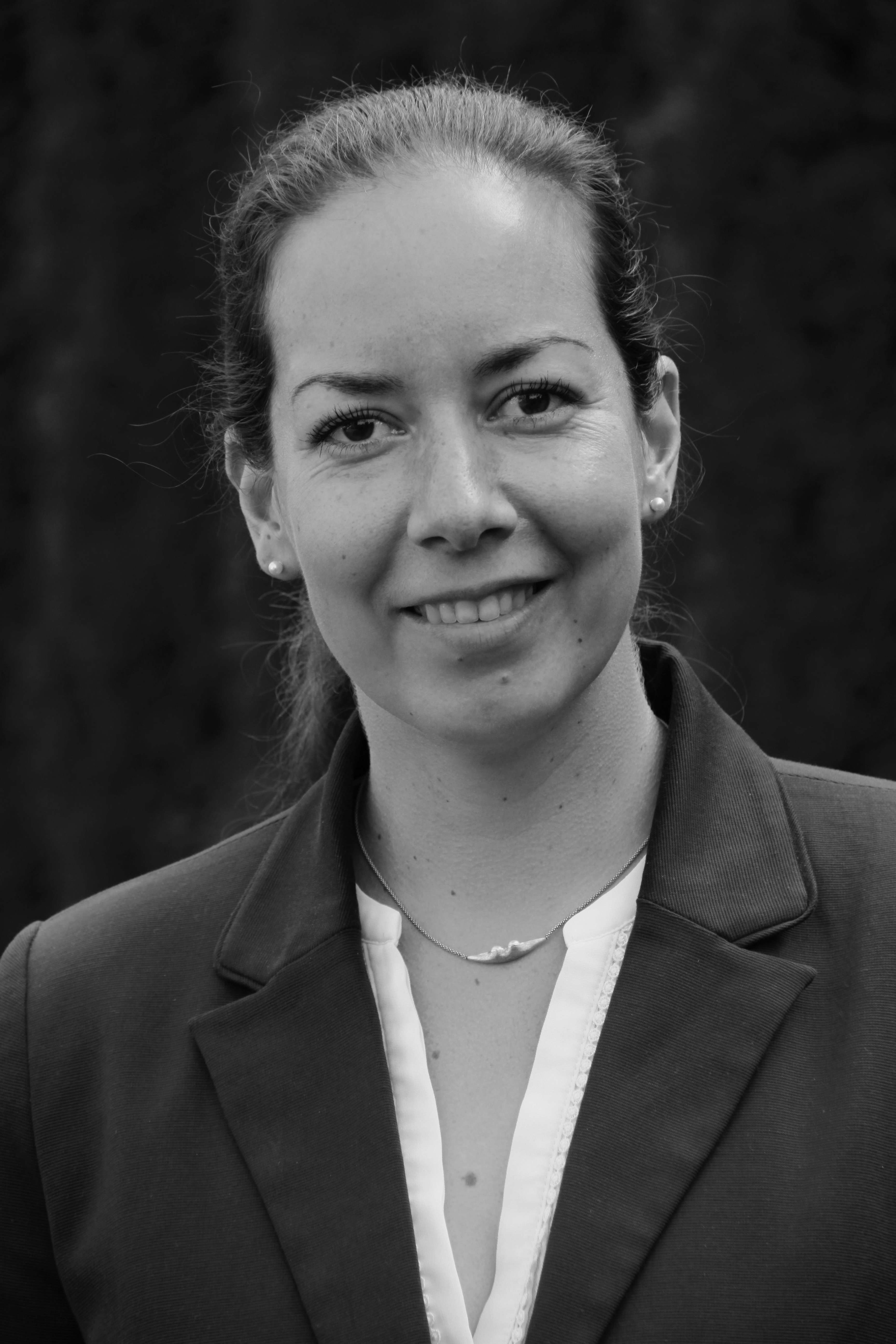
Astrid Eichhorn (2018)

Astrid Eichhorn (* 31. Dezember 1983 in Offenbach am Main) ist eine deutsche theoretische Physikerin und Professorin an der Ruprecht-Karls-Universität in Heidelberg.

## Leben und Wirken
Eichhorn studierte Physik an der Ruprecht-Karls-Universität Heidelberg. 2011 promovierte sie mit Auszeichnung an der Friedrich-Schiller-Universität Jena zu Themen quantisierter Eichtheorien und Gravitationstheorien bei Holger Gies. Nach Forschungsaufenthalten am Perimeter Institute for Theoretical Physics in Waterloo (Ontario) und am Imperial College London übernahm sie 2016 die Leitung einer Emmy-Noether-Gruppe der Deutschen Forschungsgemeinschaft. Von 2019 bis 2024 war sie Professorin für theoretische Physik an der Süddänische Universität in Odense. Seit 2024 lehrt sie an der Ruprecht-Karls-Universität Heidelberg.
Ihre Forschungsschwerpunkte sind die Quantengravitation, Schwarze Löcher, Physik jenseits des Standardmodells und die Renormierungsgruppe.
2018 wurde Eichhorn zum Mitglied der Jungen Akademie gewählt, und war 2021 bis 2022 deren Sprecherin. Seit 2021 ist sie Vorsitzende einer Arbeitsgruppe zur Klimanachhaltigkeit in der Wissenschaft der All European Academies (ALLEA). Seit 2022 ist sie eine der Gastgeberinnen des Podcasts "wissen ... handeln?" der Jungen Akademie.

## Auszeichnungen
Seit 2016 ist Eichhorn Mitglied von AcademiaNet. 2018 erhielt sie den Hengstberger-Preis der Universität Heidelberg. Sie ist seit 2017 Visiting Fellow am Perimeter Institute und seit 2019 Mercator Fellow im Graduiertenkolleg RTG 2522 der Deutschen Forschungsgemeinschaft. 2024 erhielt sie einen Consolidator Grant des Europäischen Forschungsrates (ERC) für das Projekt „Probing the quantum nature of gravity at all scales“.

## Publikationen (Auswahl)
- Astrid Eichhorn: An Asymptotically Safe Guide to Quantum Gravity and Matter. In: Frontiers in Astronomy and Space Sciences. Band 5, 22. Januar 2019, ISSN 2296-987X, doi:10.3389/fspas.2018.00047 (frontiersin.org [abgerufen am 22. November 2024]).
- N. Dupuis, L. Canet, A. Eichhorn, W. Metzner, J.M. Pawlowski, M. Tissier, N. Wschebor: The nonperturbative functional renormalization group and its applications. In: Physics Reports. Band 910, Mai 2021, S. 1–114, doi:10.1016/j.physrep.2021.01.001 (elsevier.com [abgerufen am 22. November 2024]).
- Astrid Eichhorn: The microscopic structure of quantum space-time and matter from a renormalization group perspective. In: Nature Physics. Band 19, Nr. 11, November 2023, ISSN 1745-2473, S. 1527–1529, doi:10.1038/s41567-023-02261-7 (nature.com [abgerufen am 22. November 2024]).
- Astrid Eichhorn, Rafael R. Lino dos Santos, João Lucas Miqueleto: From quantum gravity to gravitational waves through cosmic strings. In: Physical Review D. Band 109, Nr. 2, 30. Januar 2024, ISSN 2470-0010, doi:10.1103/PhysRevD.109.026013 (aps.org [abgerufen am 22. November 2024]).
- Gustavo P. de Brito, Astrid Eichhorn, Mads T. Frandsen, Martin Rosenlyst, Mattias E. Thing, Arthur F. Vieira: Ruling out models of vector dark matter in asymptotically safe quantum gravity. In: Physical Review D. Band 109, Nr. 5, 13. März 2024, ISSN 2470-0010, doi:10.1103/PhysRevD.109.055022 (aps.org [abgerufen am 22. November 2024]).